# Prekopa (Glina)
Prekopa falu Horvátországban, Sziszek-Monoszló megyében. Közigazgatásilag Glinához tartozik.

## Fekvése
Sziszek városától légvonalban 23, közúton 30 km-re délnyugatra, községközpontjától 4 km-re északkeletre, a Glinát Sziszekkel összekötő 37-es számú főút mentén Glina és Kihalac között, a Glina folyó jobb partján, közvetlenül a Maja folyó torkolatánál fekszik.

## Története
Prekopa település első írásos említése 1274-ben IV. László király uralkodása idején történt. A Prekopa elnevezés eredetileg az itt átmenő fontos kereskedelmi útra vonatkozott, mely már a római kor óta vezetett a keletre fekvő Siscia (Sziszek) városába. Ez a vidék már 12. század vége óta a templomos lovagrend birtoka volt, akiknek még III. Béla király adományozta a Glina torkolatától nyugaton Prekopáig, keleten pedig Petrinyáig terjedő területeket. 1205-ben II. András magyar király a cisztercita rendnek adományozta.Topuszkát és más birtokokat. Ezek többsége a Gvozd-hegységtől a Kulpáig terjedő térségben volt. 1211-ben a ciszterciek kolostort is építettek Topuszkán, ahol kisebb megszakításokkal 1480-ig maradtak.
A 15. század második felében török seregek hatoltak be a térségbe nagy pusztítást végezve a Kulpa és az Una közötti területen. 1459-ben török uralom alá került Szerbia, 1463-ban Bosznia, 1482-ben pedig Hercegovina is. Horvátország területére 1448 körül hatoltak be először Topuszka és Perna térségében. A támadások 1491-ben és 1493-ban is megismétlődtek. 1493. szeptember 9-én a korbávmezei csatában szétverték a bán vezette horvát sereget. 1512-ben elözönlötték az Unamentét, de ekkor még kiűzték őket. A következő évtizedekben azonban már nagy pusztítást vittek véghez, 1529-ben pedig már egészen Bécsig jutottak. Ebben a helyzetben szükségessé vált a horvát és a szlavón katonai határőrvidék megalapítása. Glina és térsége a horvát határőrvidék része lett, melynek központja Károlyváros volt. 1566-ban a török elfoglalta Kostajnicát, a térségre a legvéresebb csaták időszaka mégis 1592, Bihács eleste után köszöntött. 1593-ban Sziszeket támadta a török, de a horvát védők sikeresen védték meg. A horvát szábor a 17. század folyamán nagy gondot fordított a Kulpa és az Una közötti terület védelmére és megerősítésére. A sikeres védelmi harcok következtében 1689-re a határ visszatért az Una folyóhoz. Ezt követően megindult a török háborúk során pusztasággá vált Kulpa és Una közötti térség betelepítése.
Prekopa a környék számos településéhez hasonlóan a 17. század vége felé népesült be. 1696-ban a szábor a bánt tette meg a Kulpa és az Una közötti határvédő erők parancsnokává, melyet hosszas huzavona után 1704-ben a bécsi udvar is elfogadott. Ezzel létrejött a Báni végvidék (horvátul Banovina), mely katonai határőrvidék része lett. 1745-ben megalakult a Glina központú első báni ezred, melynek fennhatósága alá ez a vidék is tartozott. 1881-ben megszűnt a katonai közigazgatás. A falunak 1857-ben 155, 1910-ben 251 lakosa volt. 1918-ban az új szerb-horvát-szlovén állam, majd később Jugoszlávia része lett. A második világháború idején a Független Horvát Állam része volt. 1991. június 25-én az akkor kikiáltott független Horvátország része lett. 1991 őszén a szerbek a falut elfoglalták és lerombolták, a horvát lakosságot elűzték. 1995. augusztus 8-án a Vihar hadművelettel foglalta vissza a horvát hadsereg. A településnek 2011-ben 143 lakosa volt, akik mezőgazdasággal és állattartással foglalkoztak.

## Népesség
| Lakosság változása | Lakosság változása | Lakosság változása | Lakosság változása | Lakosság változása | Lakosság változása | Lakosság változása | Lakosság változása | Lakosság változása | Lakosság változása | Lakosság változása | Lakosság változása | Lakosság változása | Lakosság változása | Lakosság változása | Lakosság változása |
| ------------------ | ------------------ | ------------------ | ------------------ | ------------------ | ------------------ | ------------------ | ------------------ | ------------------ | ------------------ | ------------------ | ------------------ | ------------------ | ------------------ | ------------------ | ------------------ |
| 1857               | 1869               | 1880               | 1890               | 1900               | 1910               | 1921               | 1931               | 1948               | 1953               | 1961               | 1971               | 1981               | 1991               | 2001               | 2011               |
| 155                | 174                | 168                | 251                | 253                | 251                | 254                | 235                | 192                | 201                | 184                | 179                | 207                | 187                | 161                | 143                |

## Nevezetességei
A Szent Kereszt tiszteletére szentelt római katolikus kápolnája.

## Kultúra
A település horvát közösségi házát a szomszédos Kihalaccal közösen építették fel Prekopán. A két település között szoros társadalmi és kulturális kapcsolatokat ápolnak.

## Sport
A településen NK Plavi 9 Prekopa néven labdarúgóklub működik.